# Luís Afonso
Pour les articles homonymes, voir Afonso.
Correia Afonso est un nom portugais ; le premier nom de famille (d'usage facultatif) est Correia et le second est Afonso.
Luís Filipe Correia Afonso, né le 14 janvier 1990, est un coureur cycliste portugais.

## Biographie
En 2006, Luís Afonso se classe deuxième du contre-la-montre et de la course en ligne aux championnats du Portugal cadets (moins de 17 ans). Deux ans plus tard, il termine quatrième du Tour du Portugal juniors (moins de 19 ans). Il intègre ensuite le club Aluvia-Valongo en 2009 pour ses débuts espoirs (moins de 23 ans). Lors de la saison 2012, il se distingue chez les amateurs espagnols en remportant le classement général du Tour de Galice et une étape du Tour de La Corogne. Il prend également la sixième place du Tour du Portugal de l'Avenir. 
Après y avoir été stagiaire, il passe professionnel en 2013 au sein de l'équipe continentale LA Alumínios-Antarte.

## Palmarès
- 2006
  - 2e du championnat du Portugal sur route cadets
  - 2e du championnat du Portugal du contre-la-montre cadets
- 2009
  - Prologue (contre-la-montre par équipes) et 3e étape du Tour de Madère
  - 3e du Tour de Madère
- 2011
  - 2e de la Clásica de Pascua
- 2012
  - 2e étape du Tour de La Corogne
  - Classement général du Tour de Galice
  - 2e du Grand Prix de la ville de Vigo I

## Classements mondiaux
| Année           | 2011 | 2012 | 2013 | 2014 | 2015 | 2016 | 2017   | 2018   |
| --------------- | ---- | ---- | ---- | ---- | ---- | ---- | ------ | ------ |
| UCI Europe Tour | 917e |      |      |      |      |      | 1 806e | 1 958e |